# 奥里亚
奥里亚，是西班牙安达卢西亚自治区阿尔梅里亚省的一个市镇。 总面积235km2, 总人口2197人（2001年），人口密度9人/km2。